# 真冬の帰り道 (広瀬香美の曲)
「真冬の帰り道」（まふゆのかえりみち）は、日本の女性歌手、広瀬香美の9枚目のシングル。

## 解説
- 1997年1月1日にビクターエンタテインメントから発売された。
- アルペンCMソング。
- 売上21.5万枚。自身シングルでは8番目の売上。

## 収録曲
作詞・作曲：広瀬香美　編曲：本間昭光・広瀬香美
1. 真冬の帰り道
2. ライフワーク
3. 真冬の帰り道（オリジナル・カラオケ）

## 収録アルバム
- welcome-muzik (#1)
- 広瀬香美 THE BEST "Love Winters" (#1)
- Alpen Best Kohmi Hirose (#1)
- SINGLE COLLECTION (#1)
- Winter High!! 〜Best Of Kohmi's Party〜 (#1)
- THE BEST "1992-2018" + "雪"Setlist Non-Stop Mix (#1)
- WINTER TOUR 2020 "SING" + Live at Blue Note Tokyo (#1)